# ألين سيلفا
ألين سيلفا (بالبرتغالية: Chicória) مواليد 25 يوليو 1979 في ريو دي جانيرو، هي لاعبة كرة يد برازيلية. مثلت منتخب البرازيل لكرة اليد للسيدات. شاركت في دورة الألعاب الأولمبية الصيفية سنة 2000.

## روابط خارجية
- ألين سيلفا على موقع أوليمبيديا (الإنجليزية)